# Рогатик товкачиковий
Рогатик товкачиковий, рогатик пестиковий, рогатик булавовидний, клаваріадельфус товкачиковий, клаваріадельф товкачиковий (Clavariadelphus pistillaris) — вид грибів роду рогатик (Clavariadelphus). Гриб класифіковано у 1933 році.

## Будова
Плодове тіло булавоподібне, висотою 7-30 см, діаметром 2-6 см, часто з поздовжньо-зморшкуватою поверхнею, від світло-жовтого до вохряно-жовтого кольору, з щільною, потім м'якою губчастою тканиною, при пошкодженні забарвлюється в буро-пурпуровий колір. Базидії булавоподібні, 50-75 8-13 мкм. Спори довгасто-еліптичні, (7) 11-16 (3,7) 6-10 мкм, безбарвні до жовтуватих.

## Життєвий цикл
Росте в листяних лісах (липа, граб та ін.), змішаних, рідше хвойних лісах. Утворює плодові тіла на ґрунті, нерідко серед мохів. Тяжіє до карбонатних ґрунтів. Підстилковий сапротроф. Плодові тіла спостерігаються в осінній період.

## Поширення та середовище існування
Ареал переривчастий, охоплює Європу, Східну Азію, Північну Америку. Плодові тіла зустрічаються невеликими групами.

## Природоохоронний статус
Включений до Червоної книги України (2009), Червоної книги Білорусі 2-го видання (1993), Червоної книги СРСР (1984). Охороняється в Литві, Латвії, Російської Федерації і Польщі.